# Pteroprista
Pteroprista là một chi bướm đêm thuộc họ Erebidae.